# Museo Diocesano de Palencia

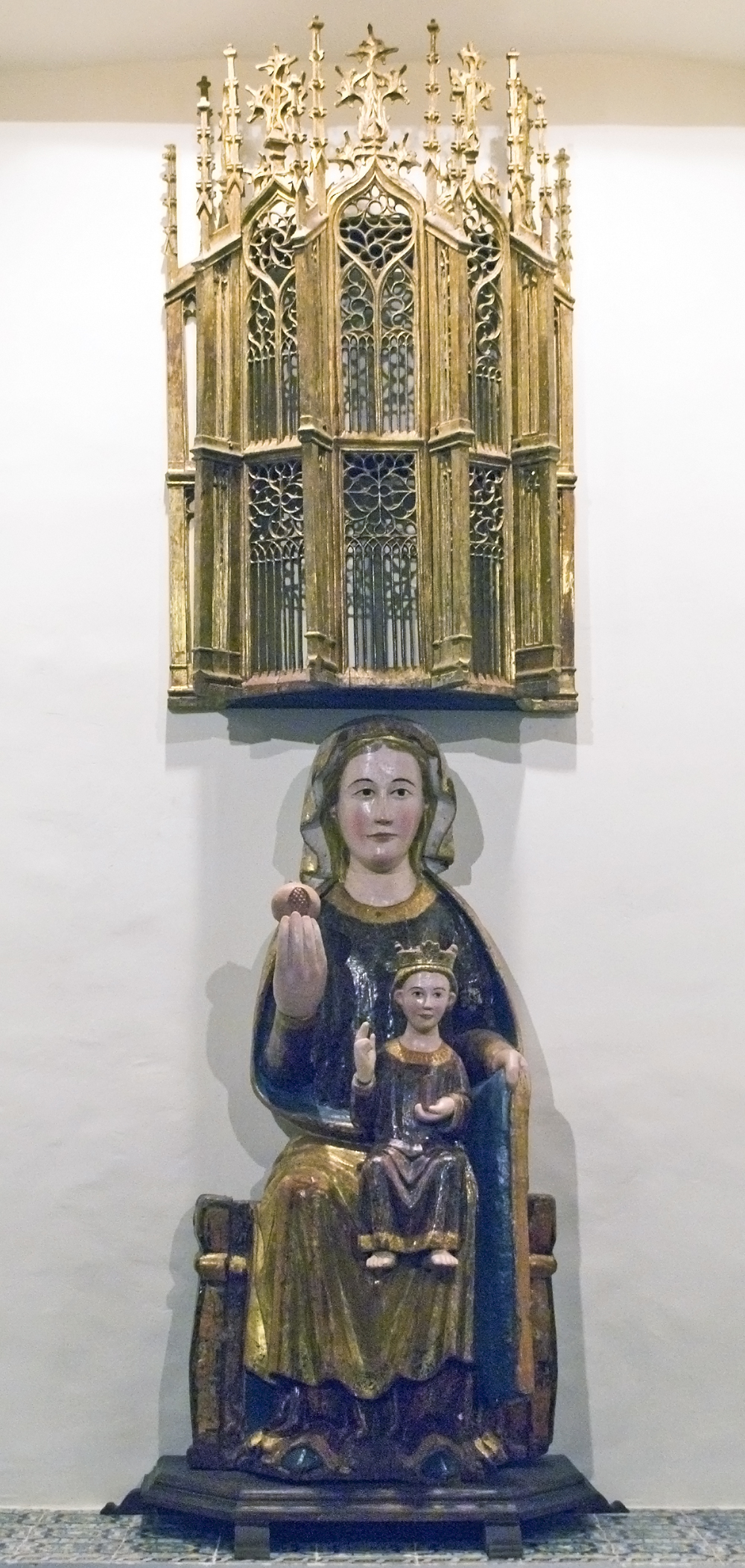
Virgen con el Niño, anónimo del.

El Museo Diocesano de Palencia es un museo dependiente del obispado de Palencia y dedicado a la custodia y estudio del arte sacro de la diócesis. Está situado en el Palacio Episcopal de la capital palentina, y fue inaugurado en 1973. Alberga una extensa colección de obras de todas las disciplinas artísticas y épocas desde el Románico, con presencia de destacados artistas como Pedro Berruguete, Felipe Bigarny, Alejo de Vahía, Manuel Álvarez, Jan Provost, el Maestro de Calzada o Bartolomé de Castro, entre otros.

## Historia del museo
El Museo de arte de la diócesis de Palencia se inauguró, en una primera fase, el 30 de mayo de 1973. Dos años después, el 15 de mayo de 1975, se inauguró una segunda fase. El objetivo inicial del museo era conservar las expresiones artísticas de los pueblos de la diócesis amenazados por la despoblación o la falta de medios para su conservación, así como el depósito temporal o definitivo, de obras de valía, y la restauración de las que así lo requiriesen. Desde su fundación fue dirigido por el sacerdote Ángel Sancho Campo, quien era delegado diocesano de arte.
El Palacio Episcopal ya albergaba algunas obras de arte de la diócesis desde comienzos del siglo XIX, sobre todo procedentes de pueblos abandonados o anegados por la construcción de embalses. A partir del Concilio Vaticano II y bajo el episcopado de José Souto Vizoso se fue dando progresiva importancia a la conservación del arte sacro diocesano, mediante la creación de una delegación diocesana de arte, establecida por el obispo Anastasio Granados García.

## El Palacio Episcopal
El museo está ubicado en la planta baja, sótanos, patio y primer piso del Palacio Episcopal de Palencia, cuya traza actual se debe a la reedificación, entre los años 1780 y 1800, en estilo Neoclásico con influencias herrerianas, del antiguo palacio que se había construido en el siglo XV.
La primigenia residencia del obispo de Palencia se encontraba adosada a la muralla de la ciudad y cercana a la Catedral y a los Estudios Generales, y debió ser edificada en tiempos de Alfonso VIII. Fue en este mismo lugar, en el alcázar de los obispos palentinos, donde murió el rey Enrique I de Castilla el día 6 de junio de 1217 de resultas de un accidente, cuando tenía 13 años de edad.
Los edificios primigenios fueron destruidos durante una revuelta popular el año 1465, durante los episodios de la llamada Farsa de Ávila. En una parte del solar, el obispo Cristóbal Fernández Valtodano quiso construir un nuevo edificio, obra que comenzó en 1567, pero no se llegó a terminar durante su mandato, quedando el palacio inacabado hasta el siglo XVIII.
José Luis de Mollinedo, elegido obispo de Palencia en 1780, ordenó inmediatamente la construcción de un nuevo edificio de grandes proporciones, en piedra de sillería, con sótano, entresuelo, dos plantas y patio porticado, que es el que ha llegado a nuestros días. Durante el episcopado de Enrique Almaraz y Santos (principios del siglo XX) se construyó una capilla de estilo neoplateresco, decorada por el artista Mariano Lantada.

## La colección
La colección del museo es muy amplia y abarca la totalidad de estilos artísticos que se sucedieron en España desde el siglo XII. En cuanto a disciplinas artísticas, se muestran desde objetos de platería hasta pilas bautismales o retablos, pasando por pinturas, esculturas o artesonados. La mayoría de obras proviene de iglesias o conventos desaparecidos o cerrados al culto. Los fondos no sólo comprenden piezas de interés artístico, aun cuando estas conformen el núcleo principal, sino que se extienden también a la arqueología o la etnografía. Todo ello es la plasmación tangible de una diócesis que fue de las principales del reino de Castilla durante el medievo y la Edad Moderna, y de la variedad y diversidad de la actual provincia de Palencia. 
Las piezas de mayor valor son las que corresponden a grandes artistas que desarrollaron su carrera en la diócesis palentina, como Pedro Berruguete o Alejo de Vahía. Del primero se exhibe un importante conjunto de pinturas, procedentes de varios retablos desaparecidos, entre las que destacan El Calvario, Cristo Salvator Mundi, Los pretendientes de la Virgen o El rey Esdras. De Alejo de Vahía, uno de los principales escultores góticos de España, sobresale el grupo de Santa Ana triple y un San Juan Bautista. Otros pintores que desarrollaron su actividad en Palencia, como Bartolomé de Castro, el anónimo Maestro de Becerril o el Maestro de Calzada, cuentan con obras en la colección. Dado que durante los siglos XV y XVI los prelados palentinos alcanzaron gran influencia y poder en la corte castellana, no es de extrañar que el Renacimiento y el Manierismo estén muy bien representados en los fondos del museo, con artistas de renombre como Andrea del Sarto o Luis de Morales.  
En el campo de la escultura son señeras las obras de Manuel Álvarez (discípulo de Alonso Berruguete) y Felipe Bigarny. Llamativa es la abundancia en el museo de escultura medieval, con pilas bautismales románicas como la procedente de Valcobero o esculturas devocionales de ese mismo estilo o de transición al Gótico, período del que se exponen varios excepcionales Calvarios. Excepcional también es la pequeña Virgen de la Dehesa Brava de Husillos, románica del siglo XII, que revela influencias de la escuela lemosina de esmaltes. 
Un sugestivo capítulo dentro del museo es el campo de la retablística, del que se conservan importantes piezas, destacando entre otros el que perteneció a la iglesia de Báscones de Valdivia, con riquísima ornamentación renacentista y relieves y tallas de raigambre flamenca, o un hermoso tríptico dedicado a san Martín, cuyas pinturas, de gran calidad, se atribuyen al pintor flamenco Jan van Hemessen. Destaca también la colección de platería, con un excelente conjunto de cruces procesionales góticas y diversos accesorios para el culto, como cálices, portapaces, navetas o custodias. Asimismo son reseñables los textiles, con bellos conjuntos litúrgicos bordados renacentistas y barrocos.

## Galería de obras

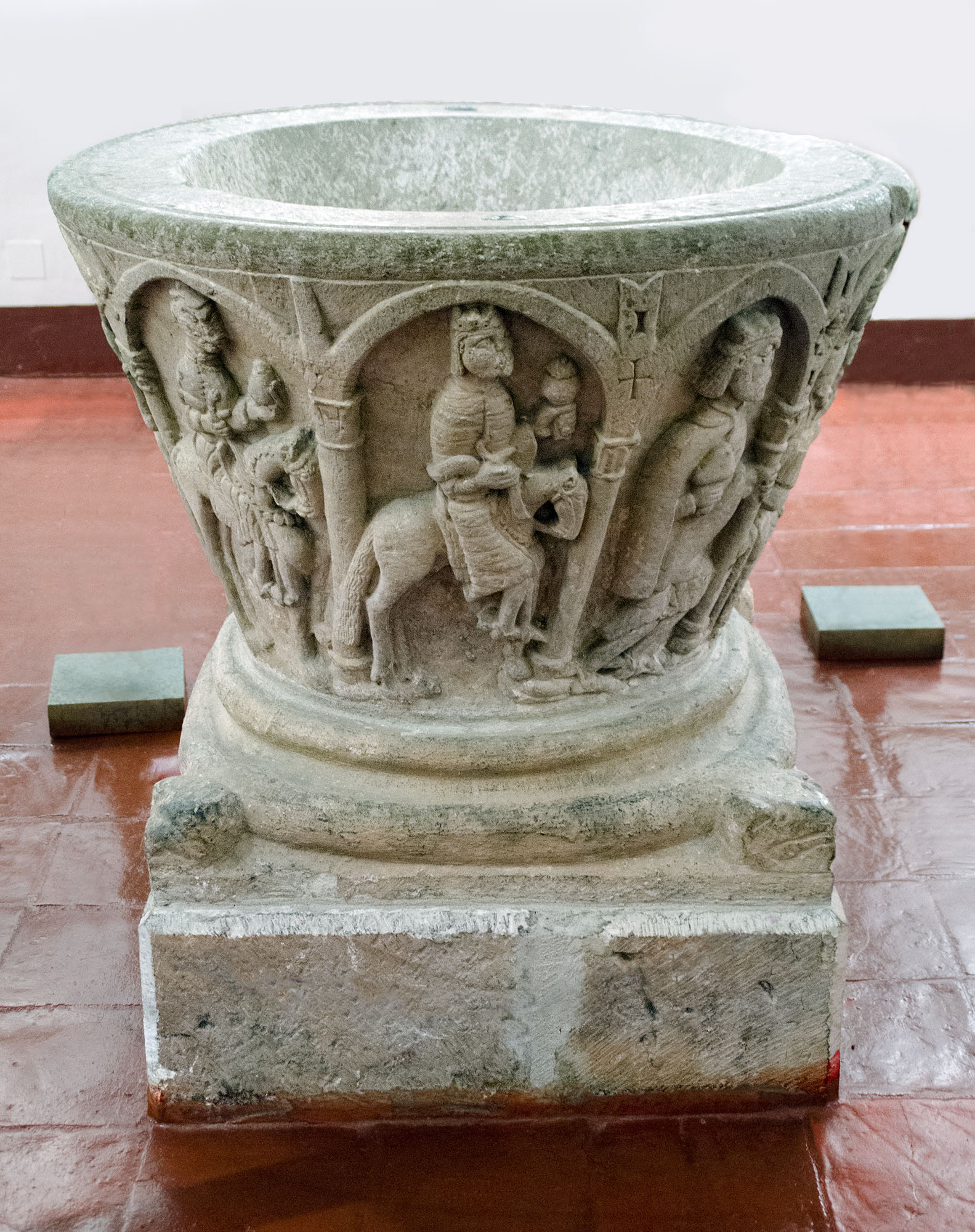
Pila bautismal románica de Valcobero
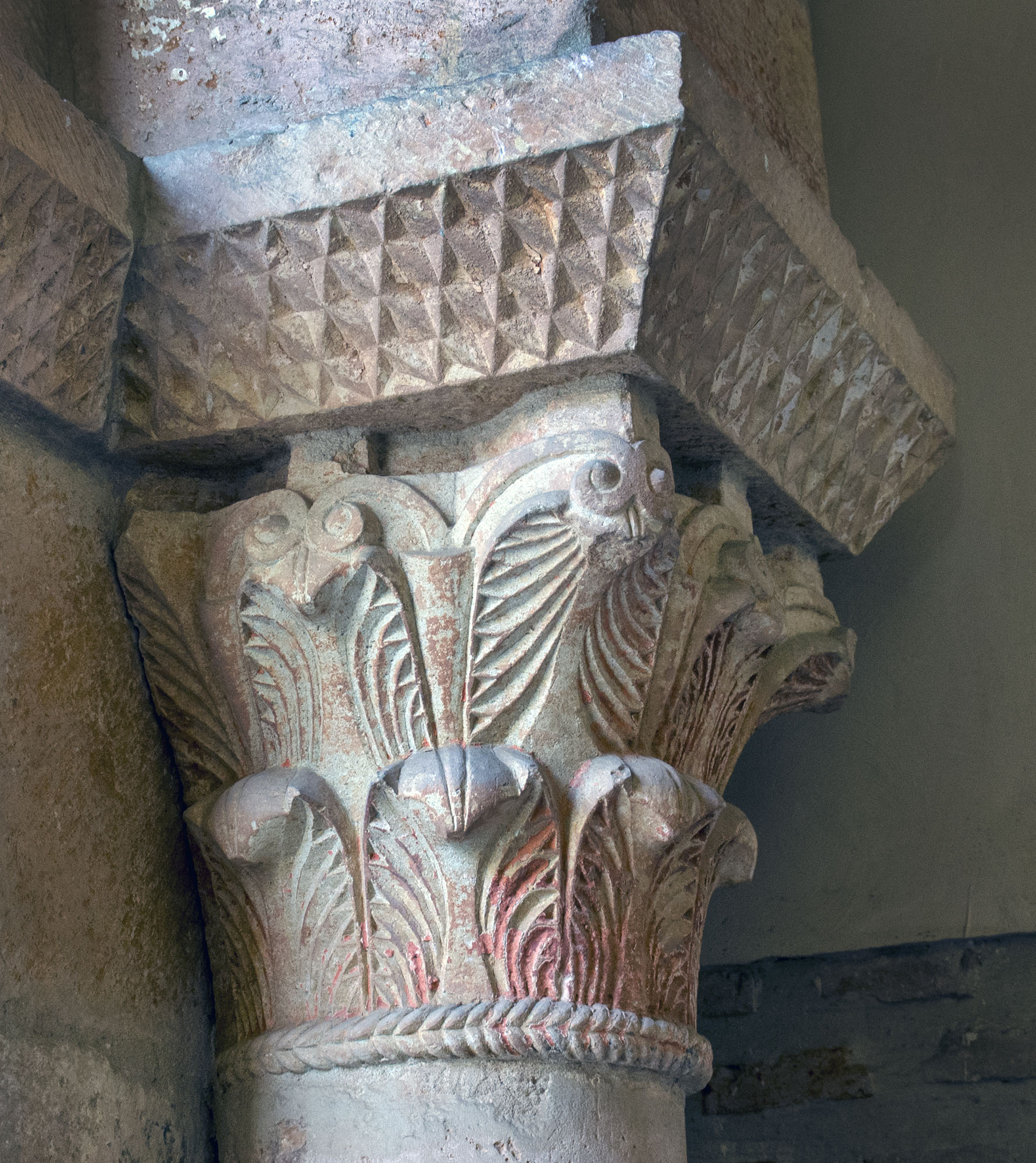
Detalle de un capitel románico procedente de Quintanatello de Ojeda
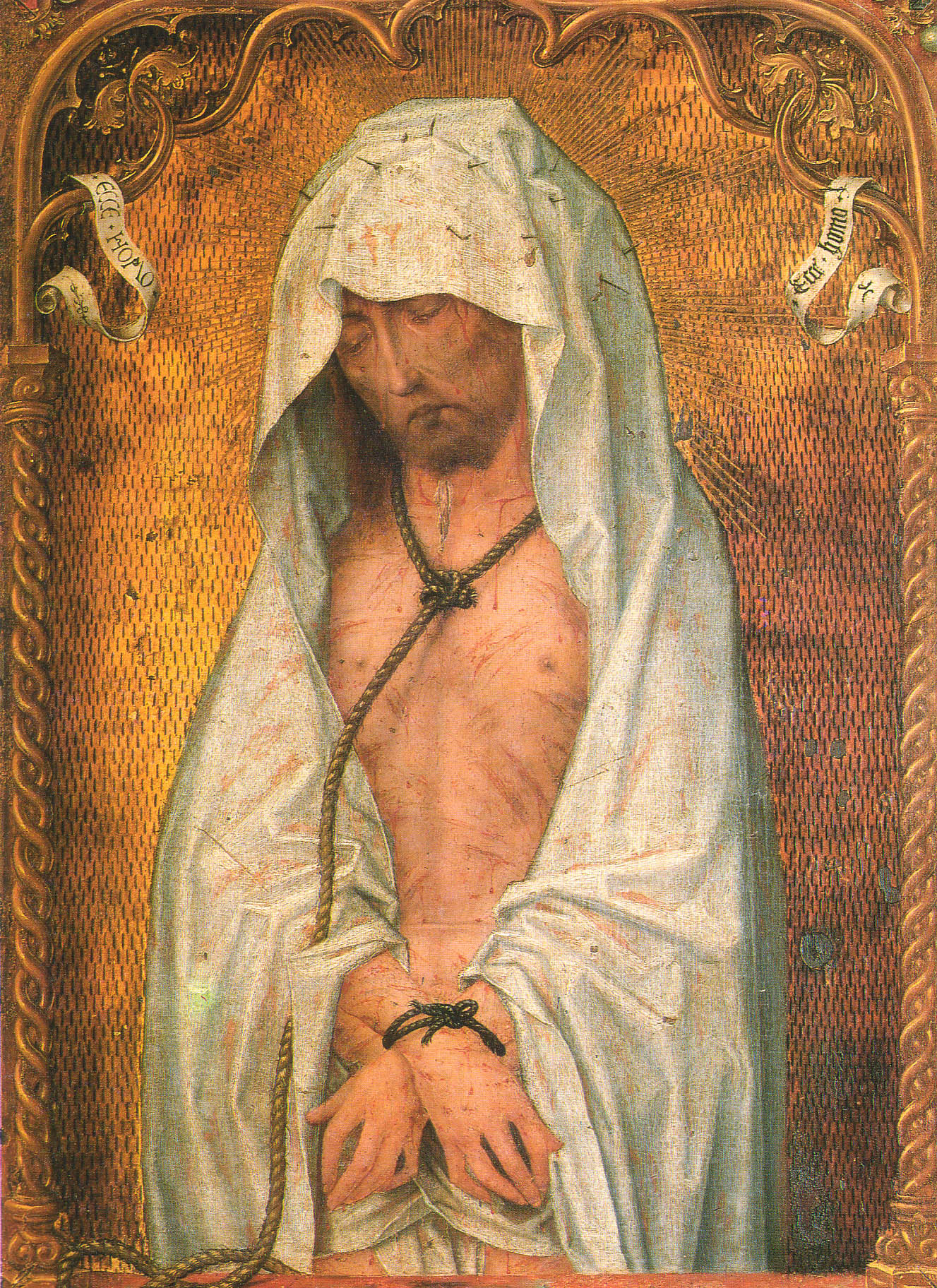
Jan Provost: Ecce Homo
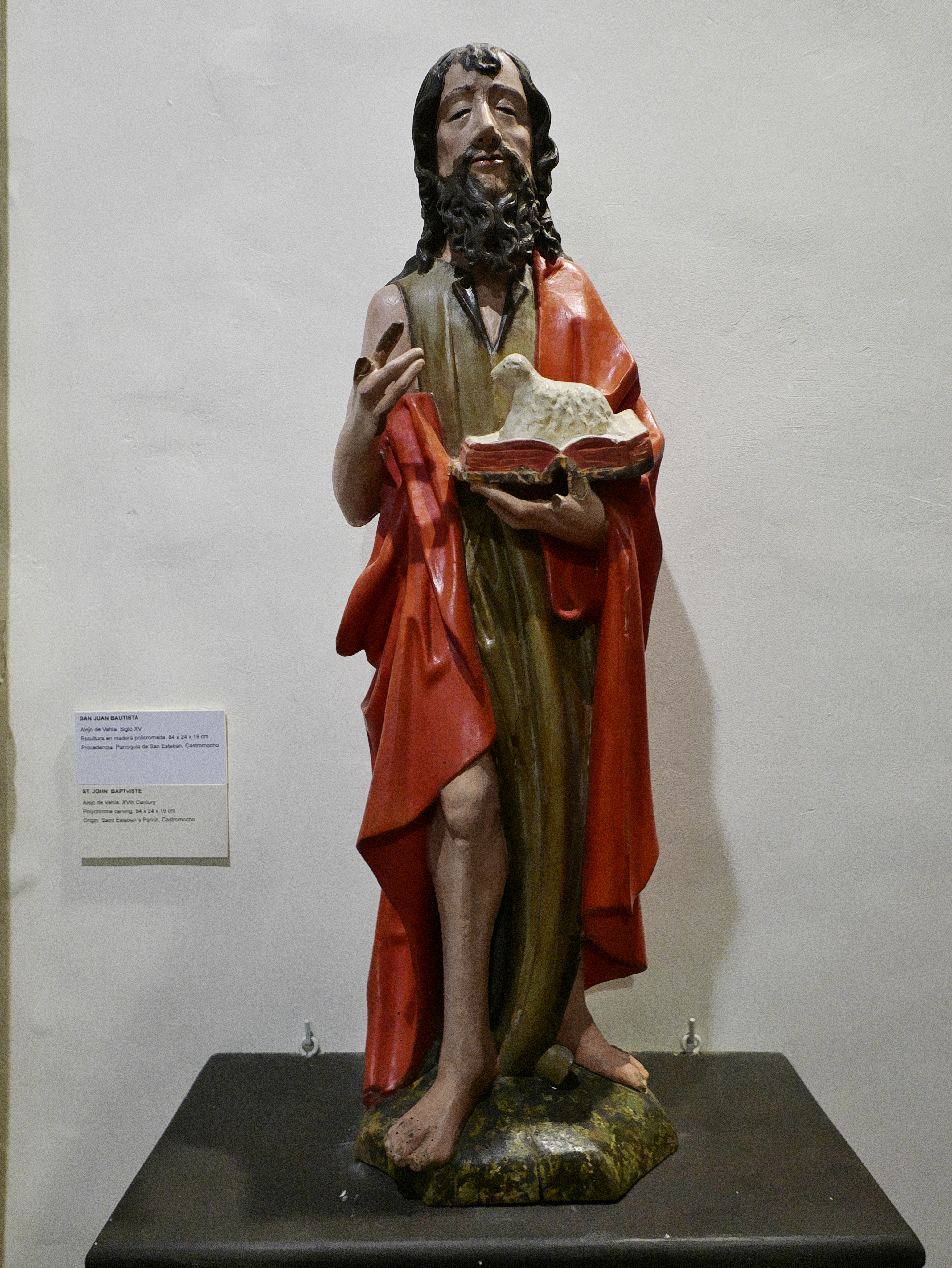
Alejo de Vahía: San Juan Bautista
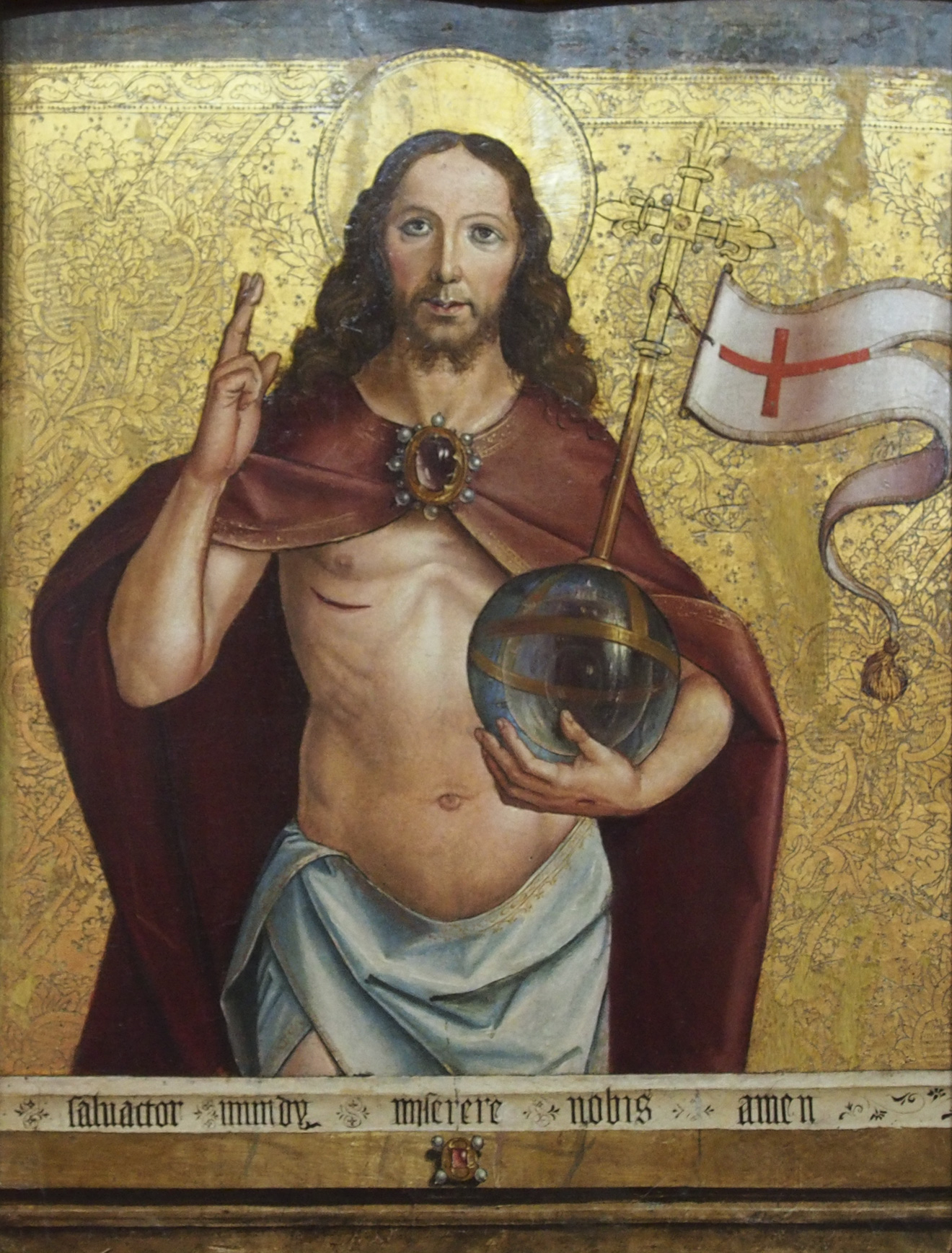
Pedro Berruguete: Cristo Salvador del mundo
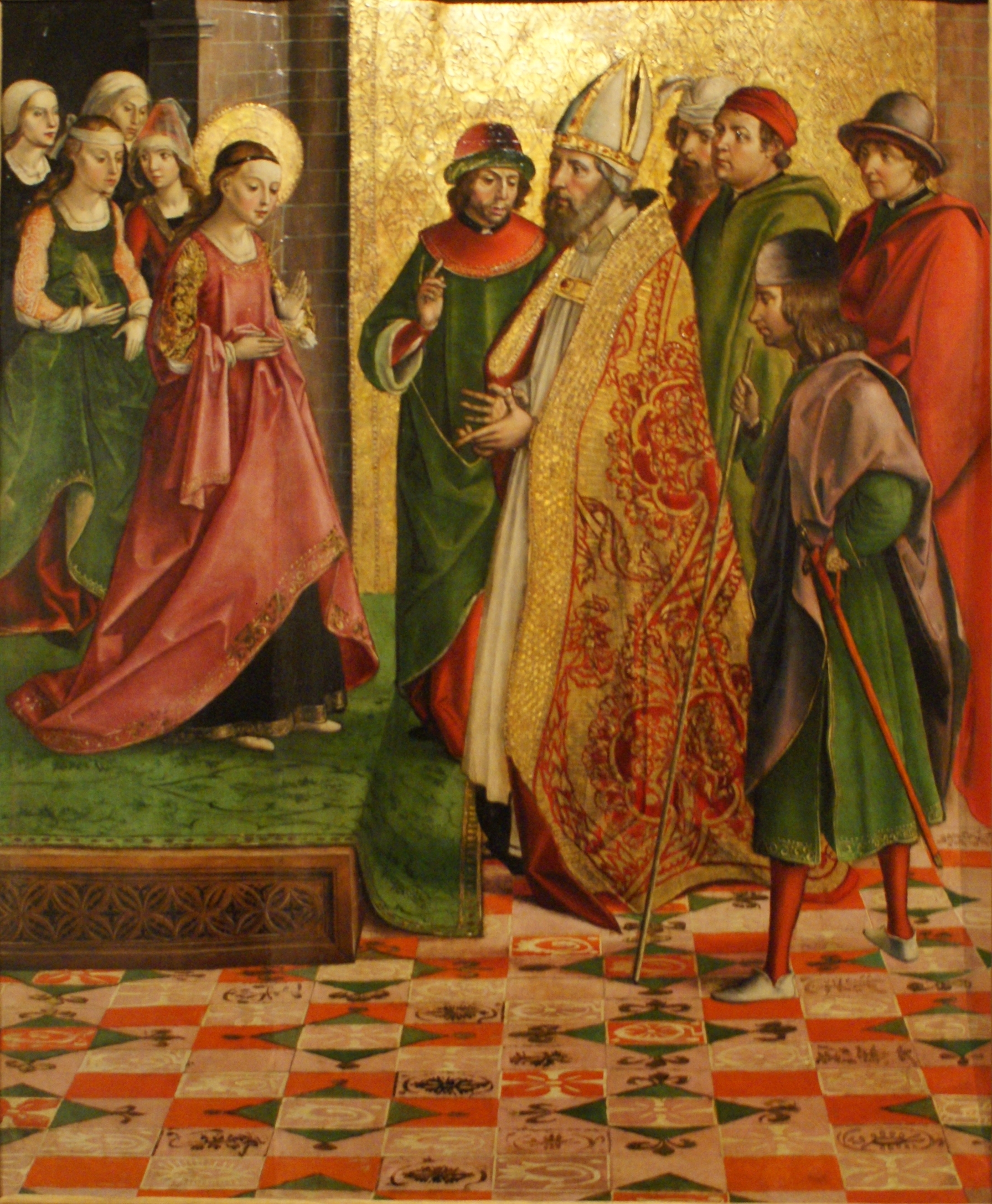
Pedro Berruguete: Los pretendientes de la Virgen
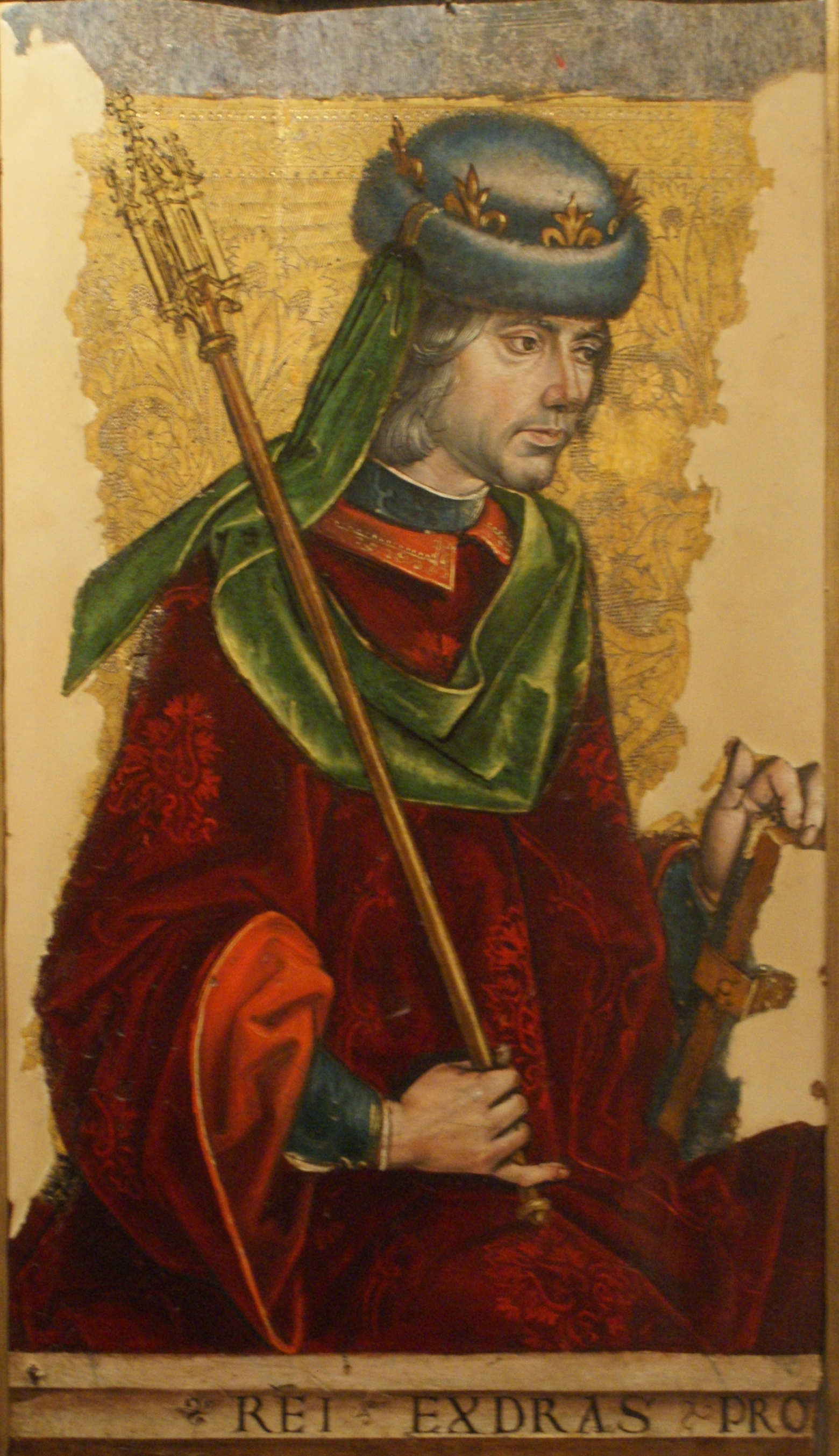
Pedro Berruguete: El rey Esdras
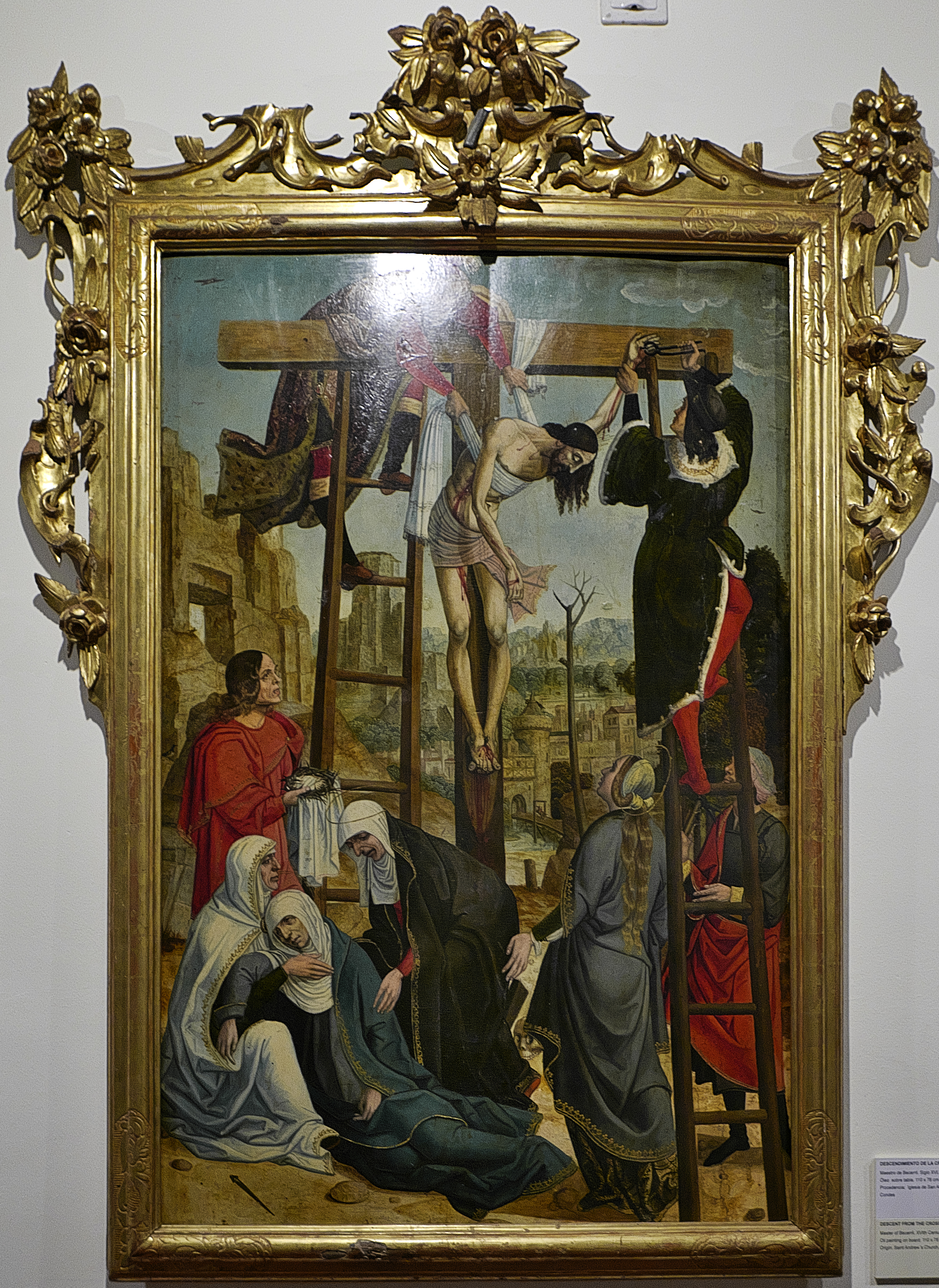
Maestro de Becerril: Descendimiento
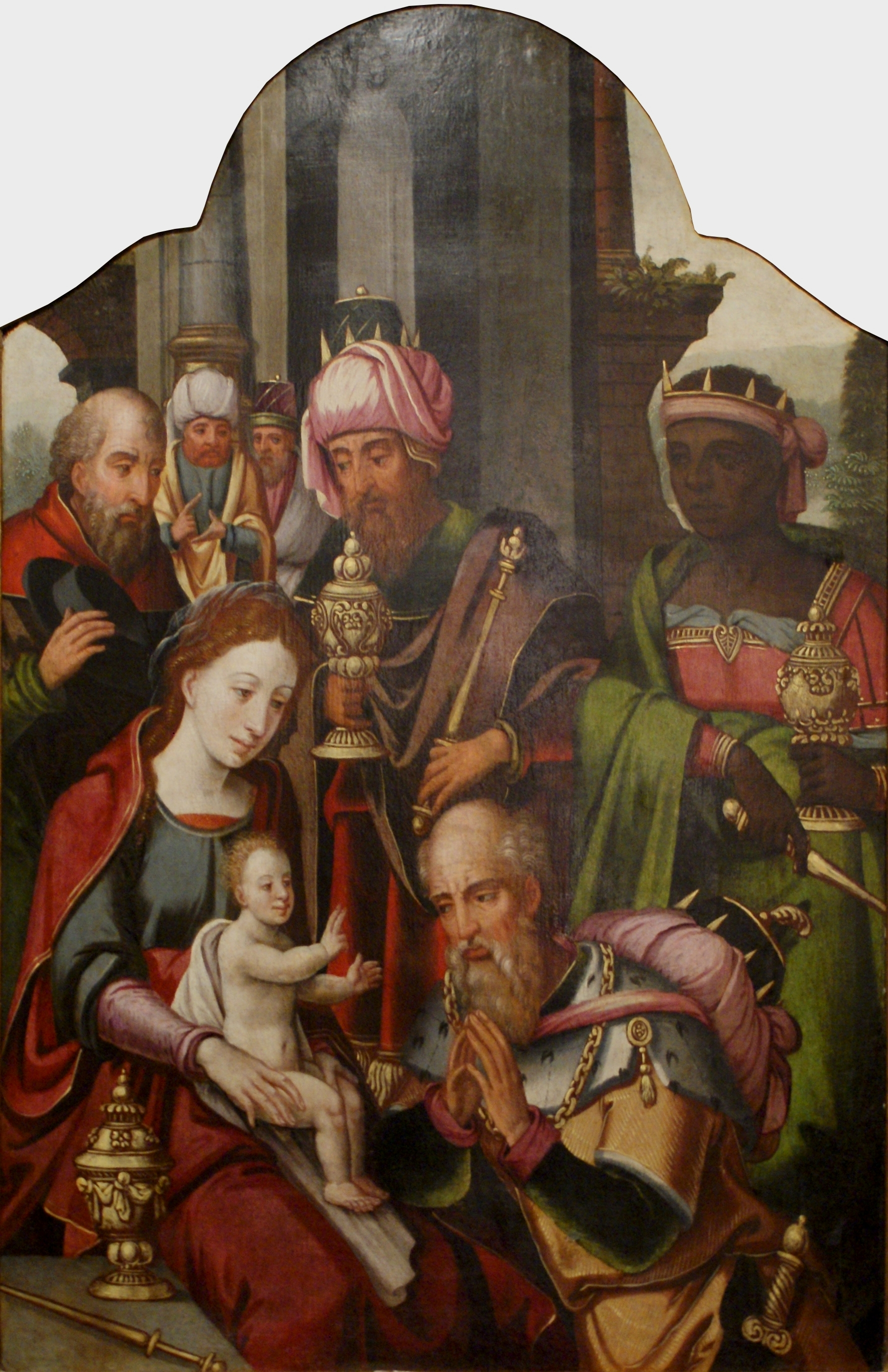
La adoración de los Magos, anónimo flamenco del siglo XVI.
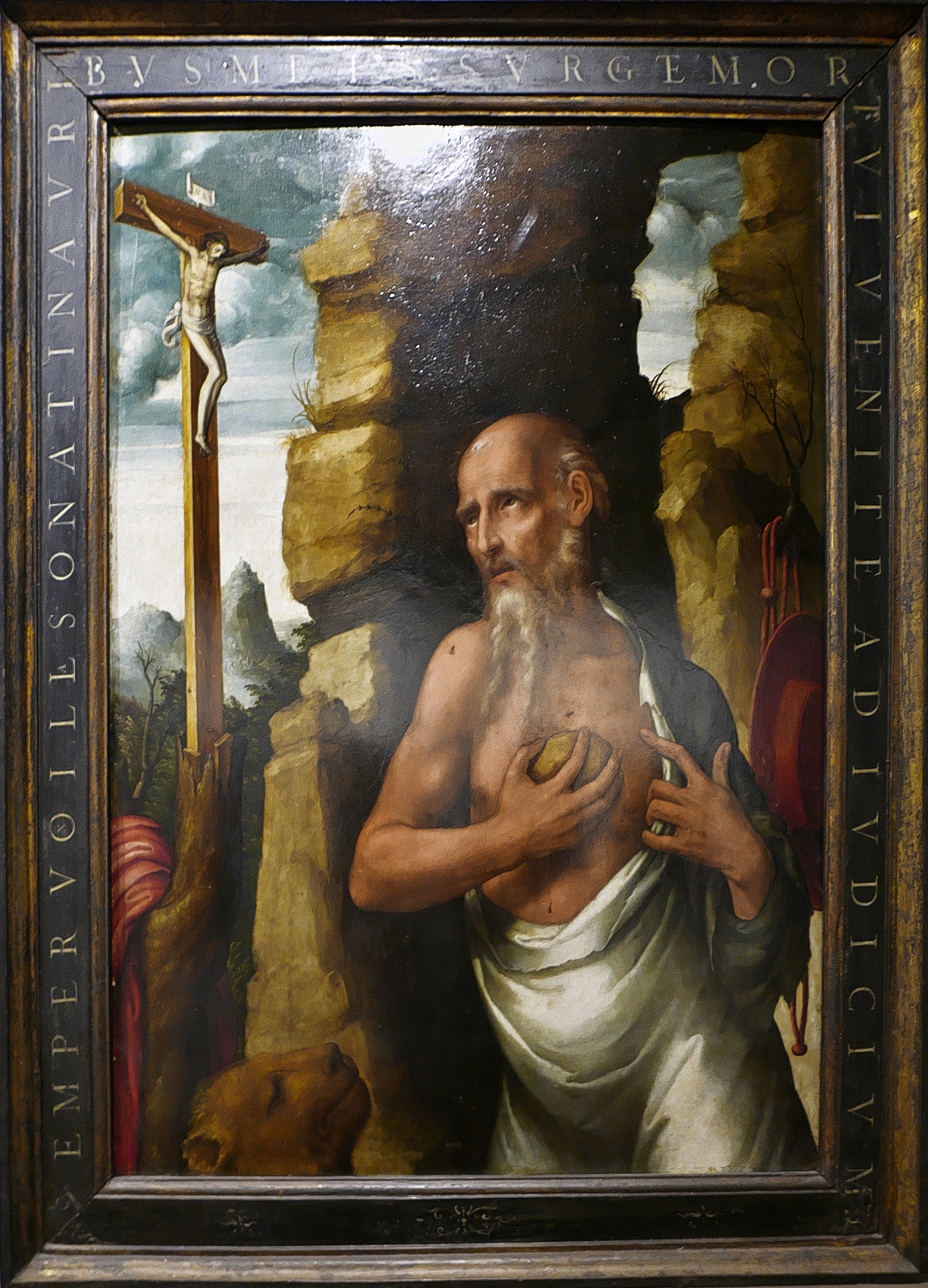
Luis de Morales: San Jerónimo penitente.